# El jefe (canción)
«El jefe» es una canción de la cantante colombiana Shakira y la banda estadounidense de música regional mexicana, Fuerza Regida. La canción fue escrita por Edgar Barrera, Kevyn Cruz, Manuel Lorente y la cantante. Se lanzó el 20 de septiembre de 2023 a través de Sony Music Latin, como el quinto sencillo del duodécimo álbum de estudio del primero, Las mujeres ya no lloran (2024).
Es la primera canción que Shakira interpreta en género regional mexicano, y es la primera colaboración entre ambos artistas. Es una canción de protesta que critica la desigualdad social abordando también temas como la migración de gente latina hacia Estados Unidos, la discriminación laboral y el trabajo mal remunerado.

## Antecedentes y lanzamiento
Luego de que Shakira lanzara el tema «Copa vacía» junto a Manuel Turizo, y Fuerza Regida también lanzará algunos éxitos como «TQM» y «Sabor fresa» en 2023, la cantante compartió un adelanto del video y su canción a mediados de septiembre de 2023, cuyo estreno estaba previsto para el 20 de septiembre de ese mismo año.

## Recepción

### Comentarios de los medios y la crítica
La canción recibió críticas generalmente buenas, destacando la versatilidad de la cantante y la buena adaptación del grupo hacia Shakira. El lanzamiento generó múltiples reacciones en redes sociales y medios de comunicación, siendo uno de los temas más comentados en Latinoamérica en su momento. El canal de noticias CNN en Español comparó a Shakira con el cantante Bad Bunny por «montarse en la ola» de la popularidad reciente que ha tenido el género regional, ya que el cantante colaboró a inicios de 2023 con Grupo Frontera. La revista de moda Harper's Bazaar llamó a la canción «todo un himno en favor de los derechos laborales». El periódico El Confidencial la calificó como «un corrido mexicano con una fuerte crítica social». La revista estadounidense Billboard nombró a la colaboración como «un reflejo del dominio y la influencia de la música mexicana en la música latina actual» opinando también que es un «pegadizo corrido».

## Video musical
El vídeo musical fue lanzado simultáneamente con el sencillo en el canal oficial de YouTube de Shakira el 20 de septiembre de 2023 y muestra a la cantante con vestimentas vaqueras y texanas y el grupo interpretando la canción en un barrio, y luego en un terreno despejado y al grupo en un área donde empacan paquetes y otras cosas. El video fue grabado en Miami y dirigido por Jora Frantzis. En el video aparecen distintas imágenes como la de varios migrantes latinos que viajan sobre un tren, manera en la que realmente gente hispana cruza hacia a los Estados Unidos de forma ilegal.
En su primer día de publicación, el video acumuló más de 9.2 millones de vistas y se posicionó rápidamente en el número 1 en tendencias de música de YouTube.

## Posicionamiento en listas
| Lista (2023)                       | Mejor posición |
| ---------------------------------- | -------------- |
| Bolivia (Monitor Latino)           | 7              |
| Chile (Monitor Latino)             | 7              |
| Ecuador (Monitor Latino)           | 17             |
| El Salvador (Monitor Latino)       | 12             |
| Global 200 (Billboard)             | 24             |
| Perú (Monitor Latino)              | 14             |
| Estados Unidos (Billboard Hot 100) | 55             |
| Estados Unidos (Hot Latin Songs)   | 4              |